# Будинок Завадовського
Будинок Завадовського (також готель «Петербурзький») — будівля на Приморському бульварі Одеси. Разом з присутственими місцями утворює ансамбль напівкруглої площі на перехресті бульвару, Європейської площі та Потьомкінських сходів.

## Архітектура
Архітектори Франческо Боффо та Аврам Мельников.
Триповерхова напівциркульна будівля з прямокутними крилами побудована з вапняку у формах класицизму. Перший поверх рустований, вхідна група оформлена аркадою. Верхні поверхи розділені пілястрами коринфського ордеру (у  симетричній будівлі присутствених місць іонічного ордеру). Під карнизом ліпний фриз. Будівлю вінчає кам'яна балюстрада.

## Історія
Задум композиції напівкруглої площі з пам'ятником Дюку Рішельє належав Михайлу Воронцову. На відміну від будівлі присутствених місць, будинок Завадовського будувався приватним коштом мандрівника Івана Завадовського. Споруджений з 1827 по 1830 роки. Однак вже 1830 року (за іншими даними 1833) власником будівлі стає французький кравець Верель. 
1832 року в будівлі відкривається готель «Петербурзький», який мав 60 номерів. При готелі існував один з найдорожчих ресторанів міста. Готель вважався престижним, в різний час в ньому зупинялися відомі особистості (Ференц Ліст, Марк Твен, Модест Мусоргський, Сергій Рахманінов та інші).
Після революції 1917 року в будівлі розміщувалось керівництво Чорноморського морського пароплавства. 
Зараз будинок суміщує приміщення для житла та бізнесу (ресторан, галерея мистецтв та інше).

## Галерея

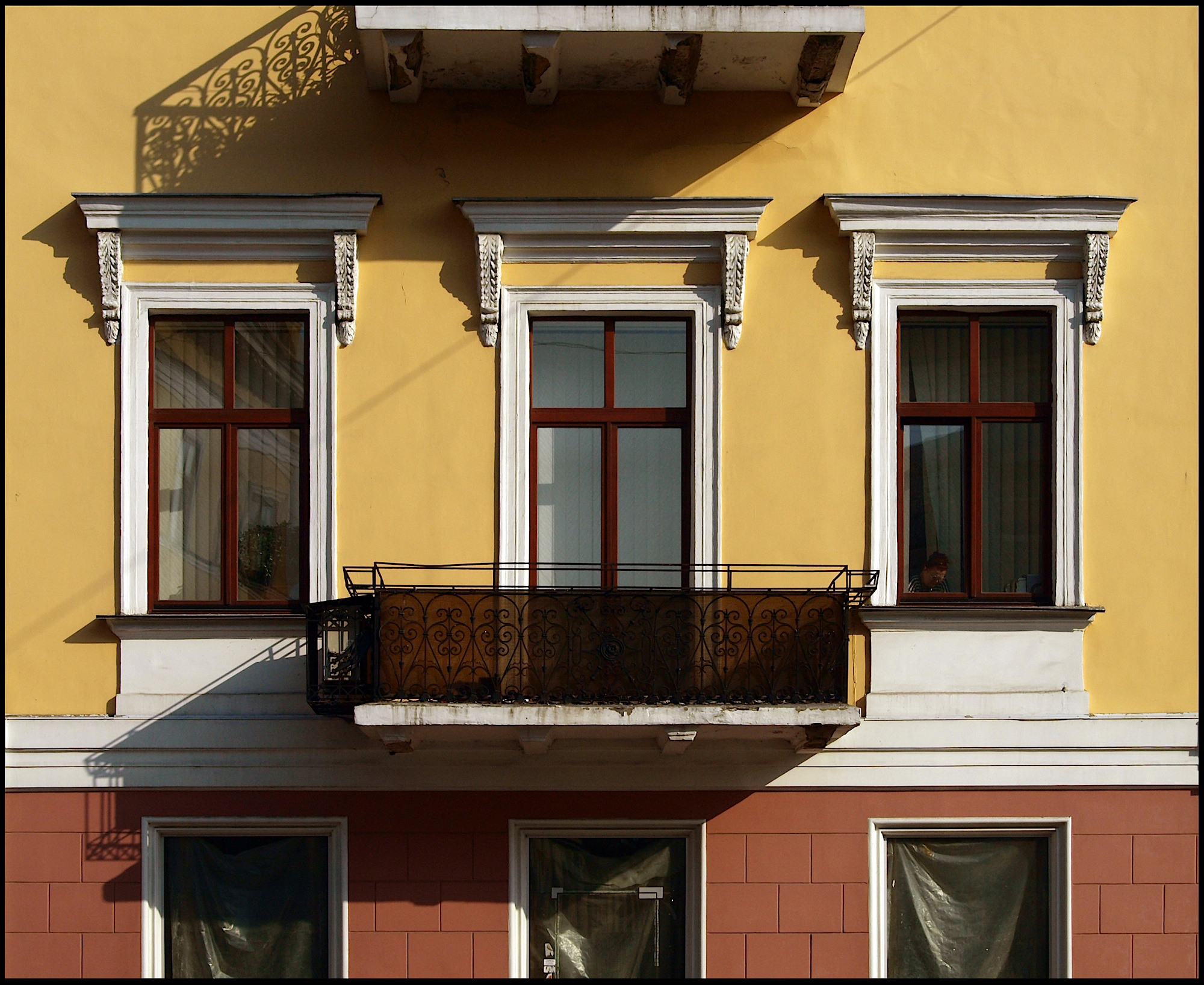
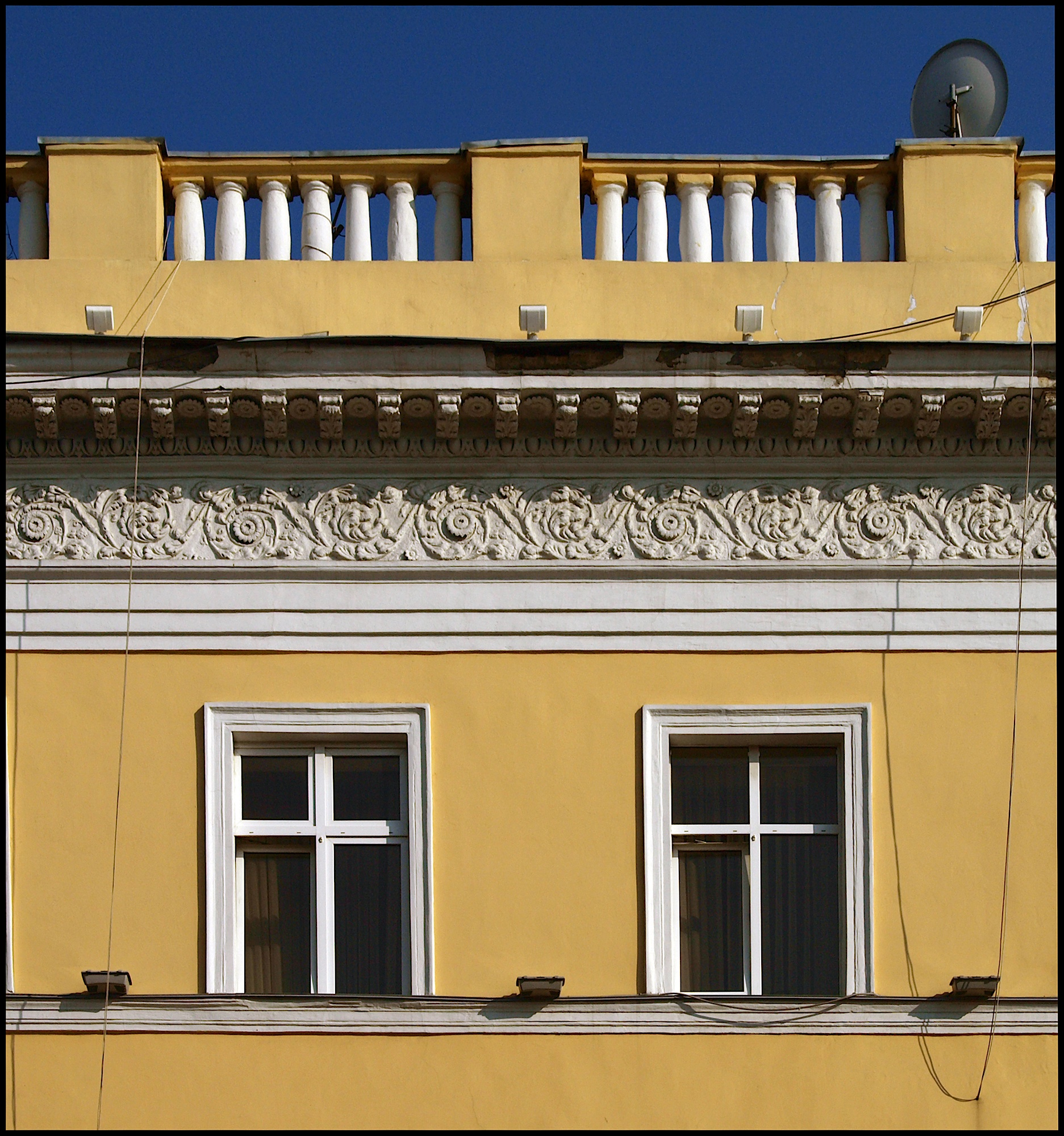
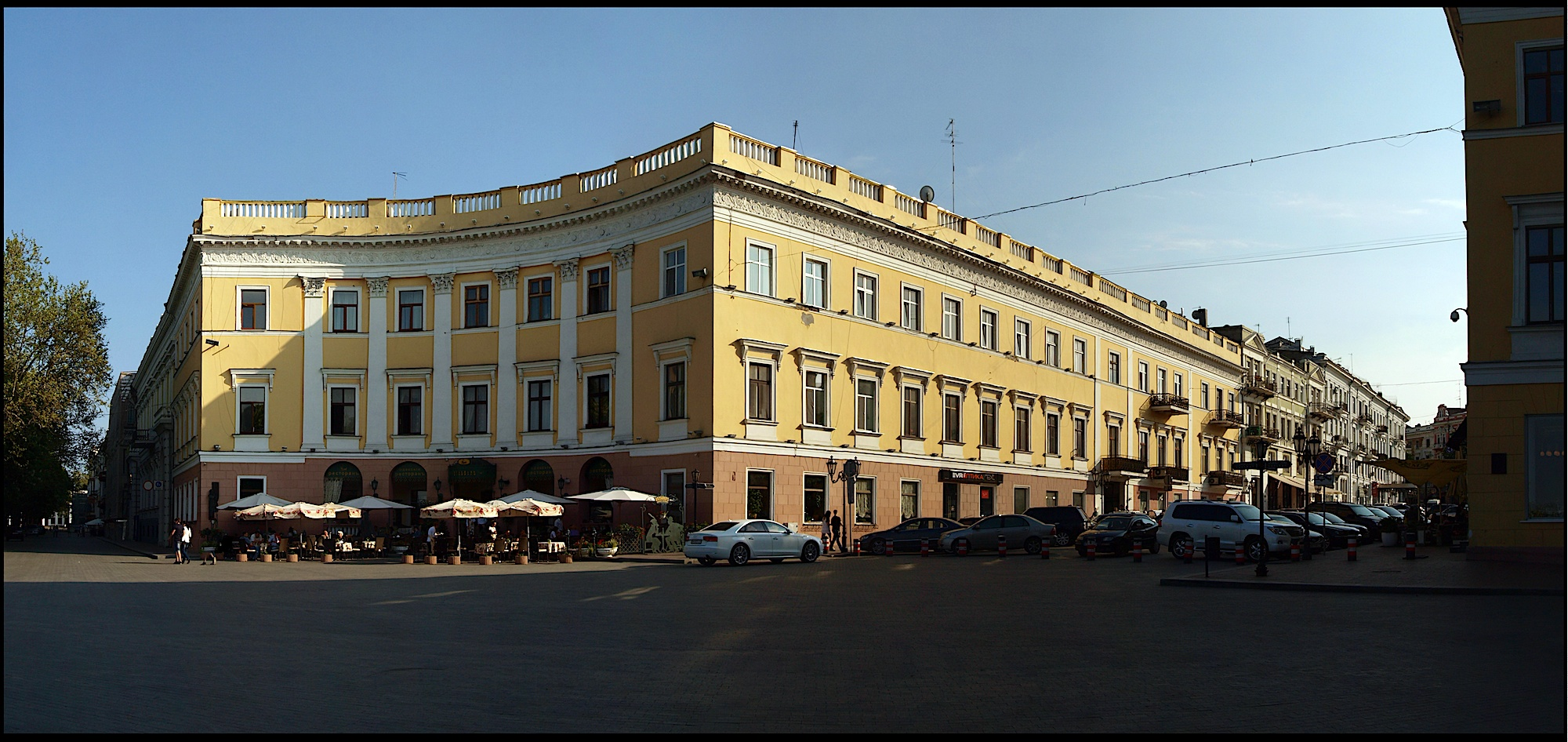